# Abumi-guchi

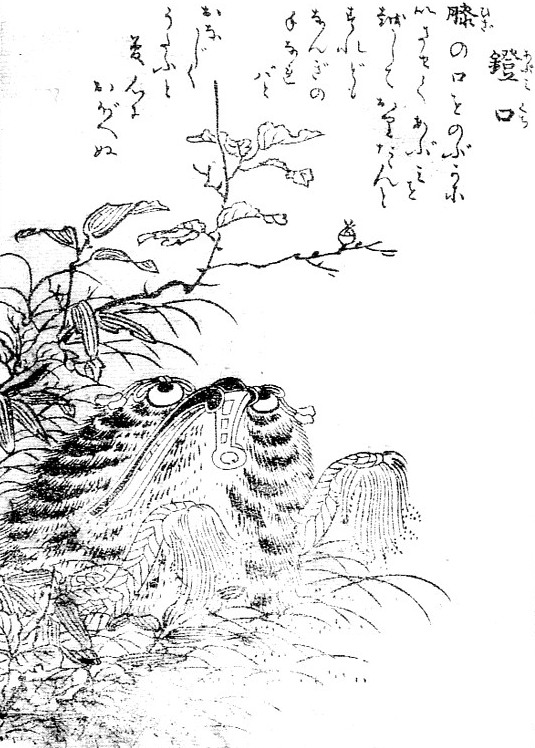
Hình minh họa abumi-guchi trong cuốnGazu Hyakki Tsurezure Bukuro của Toriyama Sekien

Abumi-guchi (鐙口/ あ ぶ み く ち "Quái vật miệng hình bàn đạp") là một yōkai Nhật Bản, được Sekien Toriyama miêu tả lần đầu tiên trong Gazu Hyakki Tsurezure Bukuro.

## Sự tích
Abumi-guchi là một loại tsukumogami. Tương truyền nó từng là một chiếc bàn đạp yên ngựa của người lính. Sau những trận chiến, đồ vật của binh lính tử trận bị bỏ lại trên chiến trường, bị lãng quên. Mất đi mục đích của mình, đồ vật của người lính sẽ biến thành tsukumogami. Như những chú chó trung thành, abumiguchi sẽ ở lại nơi chiến trường, chờ đợi chủ nhân của chúng, những người vĩnh viễn không quay trở về.
Tên gọi khác: Abumi-Kuchi.